# Coliseum (Barcellona)
Il Coliseum è un teatro e cinema di Barcellona che si trova al numero 595-599 della Gran Via de les Corts Catalanes all'incrocio con la Rambla de Catalunya.
Inaugurato nel 1923, è uno dei più grandi cinema cittadini, con una capienza fino a 1.700 persone, e un edificio iconico dell'architettura monumentale degli anni '20.
Il Coliseum è stato progettato da Francesc de Paula Nebot, in uno stile eclettico strettamente legato al movimento francese delle Beaux Arts e in parte ispirato all'Opera Garnier di Parigi. 
Tra gli artisti che hanno curato la sua ricca decorazione si ricordano Pere Ricart, Fernández Casals, Gonçal Batlle e Torra Pasan.
Il cinema venne gravemente messo in pericolo dai raid aerei del 1937 durante la guerra civile spagnola.